# Marquesado de Santa María del Villar
El marquesado de Santa María del Villar es un título nobiliario español, de Castilla. Fue concesión del rey Felipe V en favor de José de Omaña Pardo y Osorio, por real decreto de 24 de noviembre de 1702 y real despacho de 27 de febrero de 1705.
El título se creó con el vizcondado previo de Lóngara y libre a perpetuidad de lanzas y media annata, en consideración a la calidad y antigua nobleza del concesionario y a sus servicios de treinta años en la Inquisición de la Nueva España, Valladolid y Toledo y como oidor decano de la Sala de Justicia del Consejo de Hacienda, y a los de sus antepasados.

## Denominación, mayorazgo y estados
La casa y coto de Santa María del Villar
Aunque los Omaña eran oriundos de la comarca leonesa de su nombre, donde poseían la jurisdicción del valle de Omañón, la denominación del marquesado no alude al Villar de Omaña (lugar que pertenecía al municipio leonés de Vegarienza, incorporado en 1975 al de Riello), sino a la aldea asturiana del Villar, sita en la parroquia de Santa María de Miudes y concejo de El Franco, y próxima al pueblo coañés de Cartavio.
Santa María del Villar fue un pequeño coto jurisdiccional incluso en la parroquia de Miudes, o Valdemiudes, y que comprendía los lugares del Villar y Miudeira. En la aldea del Villar (hoy reducida a casería), radicaba la casa de los señores. La mención de patronazgo mariano, añadida tardíamente a la denominación del coto, no aludía a la advocación de la iglesia parroquial sino a la de la capilla de esta casa, también dedicada a Santa María. Aunque el concejo era de obispalía, los lugares del Villar y Miudeira aparecen bajo jurisdicción de señores laicos desde la segunda mitad del siglo XIV, cuando Men Suárez de Ribadeo obtuvo el dominio útil del señorío por cesión de la mitra de Oviedo. El estado del Villar siguió en la descendencia de Men Suárez hasta el siglo XVIII sin cambiar de varonía, aunque sí de apellido, pues sus sucesores adoptaron el de Omaña en el siglo XV, a raíz del casamiento de su biznieto Lope Díaz de Ribadeo, señor de la casa del Villar, con María Rodríguez de Omaña, señora de Omañón: abuelos del fundador del mayorazgo. La jurisdicción debió de ser tanteada por el concejo antes de la creación del título nobiliario.
Los de esta casa eran también señores del coto de Boimoro o Boimouro, lugar que en el pasado pertenecía a la misma parroquia y hoy a la de San Juan de Prendonés, igualmente del concejo de El Franco. A mediados del siglo XVIII era señor de Boimouro el iii marqués de Santa María del Villar, que también poseía la mitad de la herrería situada en el coto, a orillas del río Mazo, por la que percibía una renta de 1.256 reales anuales. Así se recoge en el Catastro de Ensenada, que en cambio ya no menciona la existencia de jurisdicción señorial en Villar y Miudeira.
En Galicia poseían la jurisdicción de Padriñán. No se trataba de la parroquia pontevedresa a la que pertenece la villa de Sangenjo, sino de alguno de los lugares lucenses de igual nombre.
El mayorazgo de la casa del Villar y señorío de Omañón fue instituido el 21 de febrero de 1546 por Ares de Omaña el Rubio y por Mayor de Rivadeneira y Baamonde, su segunda mujer, con real facultad de Carlos I dada en La Coruña el 20 de abril de 1520. Los fundadores vincularon la jurisdicción de Omañón, con más tierras en Omaña, la casa y coto del Villar, los de Padriñán y Boimoro, con su ferrería, y más bienes que poseían en Galicia y en el concejo de Castropol, con imposición del apellido Omaña. A este mayorazgo quedó agregado, en el siglo XVIII, el título de marqués, que por tanto se rige por sus reglas sucesorias.
Por el matrimonio de la ii marquesa con Pedro de Miranda y Osorio, la casa se agregó a la de los Miranda, cuyo asiento era el palacio de Campos, sito en el barrio de San Pedro de la Caleya y parroquia de Santa María de Campos. Esta parroquia pertenecía también al concejo de El Franco, hasta que en 1863 pasó a integrar el de Tapia de Casariego, de nueva creación. En el siglo XX se le agregó la de San Salvador de Salave y pasó a llamarse Campos y Salave. Los Miranda de Campos eran una línea menor de la casa del lugar y parroquia de la Ría de Abres, llamada aún hoy Pazo de Pedro de Miranda y sita en el municipio de Trabada y actual provincia de Lugo. Dicho pueblo gallego, situado en la orilla izquierda del río Eo, queda frontero (en la opuesta) de la parroquia asturiana de Santiago de Abres, perteneciente al actual concejo de Vegadeo (entonces Castropol).
El iii marqués sucedió también en el título de conde de San Román, que le tocaba por un costado Sarmiento y se asentaba sobre un señorío gallego: el de la feligresía de San Román de Sajamonde, radicada en el municipio de Redondela y actual provincia de Pontevedra. Los dos títulos siguieron juntos hasta 1881, y aunque eran de igual antigüedad (1705), el de conde prevaleció sobre el de marqués en el uso social desde mediados del siglo XVIII, a raíz de que el v poseedor de ambos pasara por matrimonio a residir en Pontevedra. 
Después ya de la Desvinculación, la casa de San Román y el Villar se agregó a la también gallega de los condes de Maceda, con grandeza de España de primera clase. Joaquina de Miranda y Gayoso, vi condesa de San Román y vi marquesa de Santa María del Villar, había casado en 1814 con el teniente general Javier de Losada y Pardo de Figueroa, último señor de Friol y de Pol. Y en 1843, por sucesión transversal, este pasó a ser xii conde de Maceda, vi marqués de Figueroa y vii de la Atalaya, viii vizconde de Fefiñanes y grande de España, heredando también muchos estados por toda Galicia, cuyo detalle se verá en las voces sobre estos títulos.
En cuanto a la denominación del vizcondado previo, no aludía al lugar gallego de Lóngara, famoso por su playa y sito en el municipio de Barreiros (Lugo), sino al asturiano de igual nombre, perteneciente a la parroquia de San Miguel de Mohíces (hoy llamada La Caridad), en el mismo concejo de El Franco.

## Lista de señores y marqueses
|                                                              | Titular                                                      | Periodo                                                      |
| Señores del Villar y Miudeira (cesión de la mitra de Oviedo) | Señores del Villar y Miudeira (cesión de la mitra de Oviedo) | Señores del Villar y Miudeira (cesión de la mitra de Oviedo) |
| ------------------------------------------------------------ | ------------------------------------------------------------ | ------------------------------------------------------------ |
| I                                                            | Men Suárez de Ribadeo                                        | c.1370-                                                      |
| II                                                           | Suero Méndez del Villar                                      |                                                              |
| III                                                          | Diego Suárez de Ribadeo                                      |                                                              |
| IV                                                           | Lope Díaz de Ribadeo                                         |                                                              |
| V                                                            | Diego García de Omaña                                        |                                                              |
| VI                                                           | Ares de Omaña el Rubio                                       | -c.1555                                                      |
| VII                                                          | Álvaro González de Omaña                                     | c.1555-c.1580                                                |
| VIII                                                         | ¿?                                                           | c.1580-c.1615                                                |
| IX                                                           | Juan de Omaña y Rivadeneira                                  | c.1615-c.1640                                                |
| X                                                            | Juan de Omaña y Rivadeneira                                  | c.1640-c.1680                                                |
| XI                                                           | Arias de Omaña Rivadeneira (hermano del i marqués)           | c.1680-c.1710                                                |
| XII                                                          | María Josefa de Omaña Rivadeneira (la ii marquesa)           | c.1710-1730                                                  |
| Marqueses de Santa María del Villar (concesión de Felipe V)  |                                                              |                                                              |
| I                                                            | José de Omaña Pardo y Osorio                                 | 1705-1717                                                    |
| II                                                           | María Josefa de Omaña Rivadeneira y Sarmiento                | 1717-1730                                                    |
| III                                                          | Pedro de Miranda Omaña y Osorio                              | 1730-1757                                                    |
| IV                                                           | Pedro de Miranda Omaña y Trelles                             | 1757-c.1781                                                  |
| V                                                            | Joaquín de Miranda y Gayoso                                  | c.1781-1808                                                  |
| VI                                                           | María Joaquina de Miranda y Gayoso                           | 1808-1849                                                    |
| VII                                                          | Baltasar de Losada y Miranda                                 | 1849-1881                                                    |
| VIII                                                         | Joaquina de Losada y Torres                                  | 1881-1916                                                    |
| IX                                                           | Diego de Quiroga y Losada                                    | 1917-1976                                                    |
| X                                                            | José Quiroga y Valdés                                        | 1977-1995                                                    |
| XI                                                           | Diego Ignacio Quiroga y Churruca                             | 1996-1999                                                    |
| XII                                                          | Álvaro Ignacio Quiroga y Churruca                            | 2000-2013                                                    |
| XIII                                                         | Beatriz Quiroga y Churruca                                   | 2015-2016                                                    |
| XIV                                                          | Teresa Daniela Poirier y Quiroga                             | 2020-hoy                                                     |

## Historia genealógica

### El linaje de Omaña
Desde el siglo XIII, los Omaña eran el linaje preponderante de la comarca de su nombre, en el reino y actual provincia de León. Su antigua casa solar, sita en el Barrio de la Puente, fue hasta fines del XIV la cabeza de un vasto señorío que abarcaba aproximadamente la comarca actual.
Pero a raíz de la muerte alevosa de Ares de Omaña el Malogrado († c. 1396) se desarraigaron de allí, pasando a residir en Asturias, y perdieron la mayor parte de sus antiguos dominios en favor de los Quiñones. Solo conservaron la jurisdicción del valle y parroquia de San Lorenzo de Omañón, en el actual municipio de Riello: quizá por haber sido merced regia, y por tanto inalienable. El resto, pasó a formar el concejo de Omaña, señorío de los condes de Luna, que coincidía aproximadamente con el actual municipio de Murias de Paredes. Durante toda la Edad Moderna, la zona quedó dividida entre estos dos estados: Omaña y Omañón, que por el tiempo en que se abolieron los señoríos pertenecían respectivamente al duque de Uceda (por su título de conde de Luna) y a la vi marquesa de Santa María del Villar.
La sucesión genealógica de este linaje durante la Baja Edad Media fue investigada en el siglo XVII por el erudito historiador Luis Alfonso de Carvallo. Y pese a que el manuscrito en que la expone permaneció inédito hasta finales del XX, el estudio de este benedictino asturiano ha sido hasta hoy la fuente fundamental sobre el tema, a la que siguen la generalidad de los genealogistas. Y también historiadores académicos, como el marqués de Alcedo en su obra sobre Los merinos mayores de Asturias (de intención historiográfica aunque de escaso rigor crítico).
El P. Carvallo pone en el centro de su historia, como hecho crucial que determinó la suerte del linaje, el asesinato de Ares de Omaña el Malogrado perpetrado en el castillo de Ordás por el adelantado Pedro Suárez de Quiñones: suceso del que ofrece un dramático relato. A raíz de la muerte de este joven, cabeza del linaje a la sazón, se extinguió la varonía, recayendo la casa en mujer; los herederos se desarraigaron de sus posesiones leonesas, estableciéndose en Asturias, y a consecuencia de todo ello, dichos estados quedaron sin defensa, de modo que «el Adelantado, y otros, se apoderaron de casi todas las tierras, señoríos y jurisdicciones que tenía la casa de Omaña, que eran muchas, sin las cuales quedó para siempre.»
 

La narración de Carvallo, pese a que no le falta base documental, plantea importantes contradicciones cronológicas y genealógicas. La primera se refiere a la misma fecha de la muerte de Ares, que el autor sitúa en 30 de agosto de 1408, basándose en su epitafio. El año resulta inconsistente con los hechos bien establecidos de que el matador fue señor de Omaña desde 1397 y falleció el 1.º de marzo de 1402. Claro que este problema cronológico se resuelve sencillamente adelantando unos doce años la fecha de la muerte de Ares: hasta la última década del siglo XIV. La era de 1446 (año de 1408) que leyó el P. Carvallo en el epitafio pudo ser un error, o bien la fecha de sepultura y no de defunción. Pero los problemas afectan también a la filiación de los personajes.

En vez de desechar el trabajo del P. Carvallo como un relato legendario, en el presente artículo hemos intentado subsanar sus errores de filiación y cronología mediante el expediente de llevar la figura de Ares de Omaña el Malogrado una generación atrás en la serie genealógica, con resultados mucho más congruentes. 

...

Al comenzar el último cuarto del siglo XIV era cabeza del linaje

• Ares González de Omaña (c. 1340-c. 1390), señor de la casa y estados de Omaña, que tuvo en tenencia el castillo de Arbas y sirvió al rey Juan I de Castilla contra el rebelde conde de Gijón. Atendiendo al tiempo en que vivió, este señor debió de ser el marido de María Álvarez la Triste, que siendo viuda sufrió la muerte violenta de su hijo.

Ares González y María Álvarez serían padres de
1. Ares de Omaña el Malogrado (c. 1366-c. 1396), señor de la casa de Omaña, que murió soltero y en vida de su madre hacia 1396, asesinado en el castillo de Ordás por el adelantado Pedro Suárez de Quiñones.[14] Su madre murió no mucho después y ambos fueron enterrados en la capilla de los Omaña de la colegiata de San Isidoro de León, en sendos sepulcros con sus bultos.[16]
2. Y Sancha Álvarez de Omaña, que sigue.

Por muerte de Ares, la casa de Omaña recayó en su hermana

• Sancha Álvarez de Omaña (n. c. 1375), primera del nombre, en quien acabó la varonía original. El P. Carvallo la identifica con la mujer de Lope Díaz de Quiñones, pero por el tiempo no pudo serlo, sino su suegra. Debió de ser casada, tal vez con un miembro del linaje de los Quiñones, de quien tendría por hija y sucesora a otra Sancha, que sigue.

#### Varonía Quiñones
En la casa de Omaña sucedió su hija, llamada también

• Sancha Álvarez de Omaña (n. c. 1405), segunda del nombre, señora de Omañón. Casó con Lope Díaz de Quiñones (n. c. 1400), señor de Río Escuro en Laciana, hijo de Ares Pérez de Quiñones, señor de Alcedo, de la casa de Sena de Luna y de la Torre de Rabanal, y de Teresa López de Mendoza, su mujer; nieto del adelantado Suero Pérez de Quiñones, i señor de Luna, guarda mayor del rey, y de María Fernández de Mendoza, y primo carnal del adelantado Pedro Suárez de Quiñones, que fue el matador de Ares. Tuvieron estos tres hijos:
1. Ares de Omaña, primogénito.
2. María Rodríguez de Omaña, que sigue,
3. y Sancha Álvarez de Omaña, mujer de Lope Bernardo de Quirós. Padres de Sancho Pérez de Omaña y Quirós, que casó en Andalucía.[13][14][17][18]

#### Varonía Ribadeo: casa del Villar
En la casa sucedió su hija

• María Rodríguez de Omaña (n. c. 1430), señora de Omañón.

Casó en Asturias mediado el siglo con Lope Díaz de Ribadeo, señor de la casa y coto del Villar, estado de Quintalonga y más hacienda y vasallos en el antiguo concejo de Castropol. Hijo de Diego Suárez de Ribadeo y de Constanza Vázquez Teijeiro, su mujer; nieto de Suero Méndez del Villar y biznieto de Men Suárez de Ribadeo y de doña Sancha, su mujer, primeros señores del Villar y Miudeira. Este Men Suárez, como ya se ha dicho, floreció en la segunda mitad del siglo XIV al servicio del obispo de Oviedo, de quien obtuvo dicha jurisdicción y la encomienda del Castillo de Fiel en Castropol.

Lope Díaz de Ribadeo y María Rodríguez de Omaña procrearon a
1. Diego García de Omaña, el primogénito,[19] que sigue.
2. Ares de Omaña el Gordo o el Viejo (n. c. 1455), señor de Vivero de Omaña,[20] que fue el progenitor de la línea más conocida del linaje: la que tuvo asiento principal en Cangas de Tineo (después en Oviedo) y cuya varonía casi duró hasta el siglo XIX, acumulando gran número de mayorazgos en Asturias.[19] En 1527 se hicieron partijas de sus bienes.[17]  Casó con Aldonza Bernardo de Quirós, hija probablemente de Gonzalo Bernardo de Quirós, señor de Villoria y de Torrestío, y de Milia González de Ibias, su mujer,[18] y fueron padres de
  1. Ares de Omaña el Negro (n. c. 1490), llamado así para distinguirle de su primo de igual nombre el Rubio (fundador del vínculo de la casa del Villar). Estuvo muy ligado a su pariente el conde de Luna, cabeza del linaje los Quiñones: tomó parte en sus luchas banderizas y territoriales, y bajo su égida llegó a reunir un vasto patrimonio. Fundó mayorazgo con facultad del Emperador por escritura de 1523 y testamento del 15 de junio de 1555,[17] señalando cuantiosos bienes dispersos por varios concejos de Asturias. Entre ellos, los cotos señoriales de Vivero, las Arriondas, Clavillas y Valcárcel y San Pedro de Boca de Mar. Otorgó codicilo en Cangas de Tineo el 6 de julio de 1555,[18] y murió ese mismo año.[17] Casó tres veces: la primera con Ana de Quiñones, su deuda; después con Constanza de Cabrera, que testó en 1540, y en terceras nupcias con Leonor de Guzmán.[17] Con posteridad.
  2. Y María Rodríguez de Omaña, que testó en 1512 y fue la segunda mujer de Martín de Quirós y Miranda, que lo hizo en 1531.[17] Este señor estaba viudo de Inés de Yebra, señora la casa de Luiña y puerto de Cudillero, y en nombre de su prole del primer matrimonio, vendió a su cuñado Ares de Omaña el Negro los estados y derechos de que gozaba en el actual concejo de Cudillero, que se sucedieron hasta el siglo XIX en la casa de Omaña (la de Cangas de Tineo).[21]
3. Pedro Díaz del Villar,[17][18] que debió de ser el padre de
Lope Díaz del Villar y Omaña. Este tuvo, entre otros hijos, a
Fernando Díaz del Villar, que casó con Mayor Álvarez de Trelles Villamil. Y de esta unión provinieron los Villar Villamil, señores del predio y palacio del Trigal de Mohíces y patronos de la capilla de Nuestra Señora de la Soledad de la parroquial de San Miguel de Mohíces, donde tenían enterramientos.[22]
4. Aldonza de Omaña, que testó en 1493, año de su casamiento. Fue la segunda mujer de Diego García de Tineo el Viejo o el Matón, señor de la casa de la villa de Tineo, hijo y sucesor de Juan García. Con descendencia varonil en que siguió la casa.[17][18]
5. María Rodríguez de Omaña.[17][18]
6. Y Gonzalo de Omaña, que casó con Constanza Álvarez Osorio.[17][18]

La casa del Villar siguió por el primogénito:

• Diego García de Omaña (n. c. 1452), que heredó el señorío de Omañón, la casa y coto del Villar, las haciendas de la Linera y Lantoira en el concejo de Castropol y la jurisdicción de Padriñán en Galicia. Testó en 1504 y casó dos veces: la primera con una señora llamada Aldonza. Y en segundas nupcias con María Flórez, de la que tuvo cuatro hijos varones:
1. Lope Díaz del Villar (n. c. 1485), primogénito, que murió sin prole en 1515. Había casado con María de Bolaño, que contrajo segundas nupcias con Juan Núñez Pardo de Donlebún.[7]
2. Ares de Omaña el Rubio, que sigue.
3. Pedro Díaz de Miudeira, que casó con Aldonza González de Lantoira y Trelles.[7] Posibles ascendientes del ix señor del coto del Villar. Tuvieron por hijos a 
  1. Gonzalo Méndez de Miudeira (n. c. 1520), que casó con Mayor Álvarez de Villamil, de la casa de Villamil de Serantes.[7] Padres de otro
Gonzalo Méndez de Miudeira Villar y Omaña, que casó con Elvira Sanjurjo de Montenegro. Fueron padres de Fernando Sanjurjo de Montenegro, señor de la casa de Lantoira, y este de Pedro Núñez Sanjurjo, señor de la misma casa, y de Fernando Sanjurjo Montenegro, dueño de la de Villasibil en Meiraos. De quienes provienen los demás poseedores de dichas casas y los del palacio del Campo de Castropol, después marqueses de Santa Cruz de Marcenado, los Cancio Donlebún del palacio de Casariego, los señores de la Veguina, los Trelles del palacio de Mohías, después marqueses de San Martín de Mohías, los Bustos, Lamas, Valledores, Presnos, Cuervos, Castrillones, Pardos de Donlebún, etc., es decir: casi todas las casas del occidente de Asturias y parte del oriente de Galicia.[7]

  2. Catalina Suárez de Villar, que casó con Mendo Álvarez de Villamil, hermano de Mayor, la mujer de Gonzalo.[7][18]
  3. Y Lope Álvarez de Miudeira.[7]
4. Y Diego García del Villar.[7]

El fundador del mayorazgo fue

• Ares de Omaña el Rubio (c. 1485-c. 1555/60), señor de la casa del Villar, que fundó el mayorazgo el 21 de febrero de 1546, como se ha dicho.

Figura en padrones de Castropol, como vecino de la parroquia de Miudes y concejo de El Franco, entre los años 1524 y 1554, como «El Sr. Ares de Omaña, caballero principal fijodalgo de solares de fijosdalgo principales» y «del solar del Villar».

Este señor casó dos veces. Su segunda mujer, con quien otorgó la fundación, fue Mayor de Rivadeneira y Baamonde, que fue desheredada por su padre el 23 de marzo de 1521 «por haberse casado contra su voluntad con persona desigual». Hija del mariscal Álvar González de Ribadeneira, que testó en dicha fecha y murió poco después, señor de la fortaleza de Barreira en el municipio de Páramo y de los cotos de Farbán, Cela, Paradela, Zanfoga, Sobrado, Oleiros y Corbelle, y de María de Miranda su mujer, señora de la casa de Villameá. Todo en Galicia.

El primer poseedor fue su hijo

• Álvaro González de Omaña (c. 1520-c. 1580), señor de Omañón y de la casa y coto del Villar. Consta su filiación en el padrón de Castropol de 1554, donde figura junto con su padre en Miudes. En el de 1572 figura como señor de la casa del Villar. Casó con Francisca Sarmiento, quien le sobrevivió algunos años (alistada como su viuda en 1584, 1590 y 1608).

Sucesión transversal
No parece que quedaran hijos de este matrimonio, pues no se los menciona en los citados padrones. A raíz de la muerte de Álvaro, ocurrida entre 1578 y 1584, debió de producirse una sucesión transversal de la casa, quizá diferida en el tiempo. En todo caso durante un lapso de años no figura en los padrones locales un señor de la casa del Villar. Y hay también una laguna en la información en que se basa la presente genealogía.

En el primer cuarto del siglo XVII sucedió

• Juan de Omaña y Rivadeneira (c. 1590-c. 1640), señor de la casa y coto del Villar, capitán. Figura asentado en los padrones de Castropol ya en 1608 y hasta el año 1638. Atendiendo a que llevaba el apellido Rivadeneira, debía de ser descendiente (probablemente biznieto) de Ares de Omaña el Rubio y de Mayor de Rivadeneira, su segunda mujer, fundadores del mayorazgo. Y por línea materna descendía de la casa de Lantoira. El 20 de enero de 1626 fue asentado en dicho padrón como vecino de Valdemiudes con la siguiente inscripción: «Primeramente don Juan de omaña y Riva de neyra suia es la casa de villar, cavallero, ijodalgo notorio de los solares de villar y rivadeneira y la forza [sic por Lantoira]. Don arias y Don Juan y Don Ant.º ijos lexitimos del dicho don Juan y de dona Elvira osorio su mujer de las mismas calidades de su padre.» Casó con Elvira Osorio y Sierra, fallecida en 1641. Padres de
1. Arias de Omaña y Rivadeneira, el primogénito, que debió de morir mozo.
2. Juan de Omaña y Rivadeneira, que sigue.
3. Antonio de Omaña y Rivadeneira.
4. Ana de Omaña, mujer de Diego de Reymundo Pardo. Padres de
Juana de Omaña Pardo Osorio y Rivadeneira, que casó con Juan del Riego Llano y Merás, capitán de Milicias (1674), autor de una genealogía de la casa de Arganza, hijo de Miguel García del Riego, señor de la misma casa, alcalde mayor de Tineo, y de Polonia de Llano y Merás, su segunda mujer. Con prole extinta.[28]

Tuvieron por primogénito y sucesor a

• Juan de Omaña y Rivadeneira (1620-T. 1688), natural y señor de la casa del Villar, capitán de Milicias del concejo de El Franco. Fue bautizado el 29 de febrero de 1620 en la iglesia de Santa María de Miudes, de su patronato. Casó con Juana Pardo de Miranda y Aguiar, y ambos testaron en Miudes el 12 de junio de 1688 ante Fernando Díaz de Villar, escribano del concejo de Castropol. Fueron padres de
1. Arias de Omaña Rivadeneira y Pardo, que sigue.
2. José Antonio de Omaña Pardo y Osorio (1645-1717), de quien se hablará más abajo, pues fue el i marqués de Santa María del Villar.
3. Y Mariana de Omaña y Rivadeneira (c.1650-1699), que nació en la casa del Villar hacia 1650, fue bautizada en la parroquial de Miudes y testó el 23 de julio de 1699 ante Antonio de la Roza Argüelles, escribano de Oviedo. Llevó en dote 5.000 ducados según capitulaciones otorgadas en dicha ciudad año de 1675 a fe de Matías Menéndez de Murias, y casó con Arias Díaz de Campomanes y Bandujo, señor de la casa de los Illanes de Cayés, concejo de Llanera, y poseedor también de la casa de Bandujo de Avilés y de la torre de los los Barrios de Luna en León, caballero de Santiago, regidor perpetuo de Oviedo, que nació en Cayés en 1634, testó ante el mismo Roza Argüelles el 6 de octubre de 1690 y murió poco después. Sucedió en los mayorazgos hacia 1685 al morir sin prole su hermano mayor, Antonio, y fue hijo de Arias Díaz de Campomanes, señor de las casas de Cayés y los Barrios de Luna, natural de esta torre, y de Antonia de Argüelles Bandujo, natural de Avilés y señora de la casa de Bandujo. Con posteridad.[27]

Sucedió el primogénito:

• Arias de Omaña Rivadeneira y Pardo (1643-c. 1710), señor de la casa del Villar, capitán de Milicias del concejo de El Franco. Fue bautizado en Santa María de Miudes el 28 de marzo de 1643. Casó con Antonia Valladares Sarmiento y Zamudio, hija de Jacinto Sarmiento Barraganes, o Valladares Sarmiento, i conde de San Román, y de Leonor Francisca Zamudio y Olano, su mujer. Tuvieron por hijas a
1. María Josefa de Omaña (1674-1730), de quien se hablará más abajo pues fue la ii marquesa de Santa María del Villar.
2. Y Ángela de Omaña y Rivadeneira Valladares Zamudio y Olano, que casó con Juan Antonio Pardo de Donlebún, natural y señor de la casa de Donlebún en Barres, concejo de Castropol. Hijo natural del capitán Sancho Pardo de Donlebún y Acevedo, que fue bautizado en San Esteban de Barres el 2 de abril de 1643, y de María Méndez de Granda, moza hidalga que lo fue en la misma parroquia el 7 de febrero de 1650; nieto de Sancho Pardo y Lanzós, caballero de Calatrava, natural de Mondoñedo, y de María de Acevedo Sotomayor y Miranda, su primera mujer, y materno de Lucas Méndez de Granda y de María González. Con descendencia en que siguió esta casa.[30]

### Marqueses de Santa María del Villar
Primer marqués

El concesionario del título, por real decreto de 24 de noviembre de 1702 y real despacho de 27 de febrero de 1705, fue

• José Antonio de Omaña Pardo y Osorio (1645-1717), i marqués de Santa María del Villar, que murió sin descendencia en 1717. Fue clérigo, colegial en Salamanca, inquisidor en la Nueva España, Valladolid y Toledo, y oidor decano de la Sala de Justicia del Consejo de Hacienda.

Segunda marquesa

Por fallecimiento del anterior en 1717, sucedió su sobrina

• María Josefa de Omaña Rivadeneira y Sarmiento (1674-1730), ii marquesa de Santa María del Villar, arriba filiada como hija del último señor del coto del Villar. Nació en esta casa, fue bautizada en la parroquial de Santa María de Miudes el 5 de febrero de 1674 y falleció el 2 de noviembre de 1730. Figura en la documentación como María Josefa, pero Trelles la menciona como Ángela, por confusión con su hermana arriba citada, que casó con el señor de la casa de Donlebún.

Casó con Pedro de Miranda Osorio y Omaña, su deudo, señor de la casa de Campos en el actual concejo de Tapia de Casariego (entonces El Franco), que nacería hacia 1675 en la villa de Ribadeo o en la casa que poseían sus padres en la parroquia de la Ría de Abres: una y otra situadas en la orilla izquierda del río Eo, o sea en Galicia. Pedro tuvo por hermano consanguíneo y primogénito a Antonio de Miranda Osorio, señor de la casa de la Ría de Abres, caballero de Santiago, Y por hermanos enteros a Andrés de Miranda, también santiaguista, a Diego de Miranda el Mudo y a Antonia Josefa de Miranda y Osorio, mujer del capitán Fernando de Cancio y la Vega. Era hijo de otro Pedro de Miranda Osorio, señor de la casa de la Ría de Abres, caballero de la misma Orden, y de María (Farto) Castrillón y Omaña, su segunda mujer; nieto de Fernando de Miranda Osorio, natural y vecino de la villa de Ribadeo, y de María de Lanzós Pardo y Estrada, su mujer, de los señores de la villa de las Figueras y casa de Donlebún en el concejo de Castropol. Biznieto de Pedro de Miranda y Villar y de Ana María Osorio, su mujer, de la casa de Anleo, fundadores de la casa de la Ría de Abres y que en 1585 edificaron en sus anejos la ermita de San Martín. Tercer nieto de Marcos Fernández de Granda, empadronado en Castropol en 1590 como «hijodalgo notorio de solares conocidos de Granda y Billar y Miranda Billaamil y del Carrizal». Y cuarto nieto por varonía de Fernán González de Granda, alistado en los padrones de Castropol de 1524 y 1542 como «fijo dalgo notorio de solares conocidos de Villaamil y del Carrizal», que casó con una señora del linaje de Miranda cuyo apellido tomaron sus descendientes.

Tuvieron por hijos al menos a
1. Pedro Manuel de Miranda Omaña Rivadeneira y Osorio, que sigue, y a
2. Manuel de Miranda y Osorio, que residió toda su vida en Campos, donde murió soltero el 17 de enero de 1779. Desde que en 1757 falleció su hermano el iii marqués, Manuel fungió como dueño del palacio de Campos, aunque el poseedor del mayorazgo era su sobrino el iv marqués, que vivía en Galicia. El mismo día de su fallecimiento, la justicia del concejo de Castropol mandó hacer un inventario del contenido de la casa, que fue terminado dos días después. Este documento, de gran interés, está publicado y estudiado.[11]

Tercer marqués

Por fallecimiento de la anterior en 2 de noviembre de 1730, sucedió su hijo

• Pedro Manuel de Miranda Omaña Rivadeneira y Osorio (c. 1700-1757), iii marqués de Santa María del Villar y iii conde de San Román. Natural de Campos, testó en este palacio el 16 de julio de 1756 a fe del escribano Juan Díaz Casariego, y falleció al año siguiente. En 1727 sucedió en el título de conde —que en su descendencia acabaría prevaleciendo sobre el de marqués— por muerte de Jacinto Sarmiento Valladares, su tío segundo (primo carnal de su madre). A mediados del siglo XVIII era señor del coto leonés de Omañón, del gallego de Padriñán y del asturiano de Boimouro, según consta del Catastro del Marqués de la Ensenada.

Casó en 1724 con Leonor Eulalia de Trelles y Valdés (c. 1695-c. 1775), que trajo en dote 12.000 ducados y estaba viuda y sin prole del marqués de Tejada de San Llorente. Natural de Oviedo, era hija de Gonzalo de Trelles y Alliata, iv duque del Parque y ii príncipe de la Sala de Partinico, barón de Rechulfo (todo en Sicilia), señor de Valdeavellano y de Nodar, caballero de Santiago, regidor perpetuo de Oviedo y Guadalajara, menino de la reina Mariana de Austria, natural de Palermo, y de Luisa Antonia de Valdés y Trelles, su segunda mujer y deuda. Viuda por segunda vez desde 1657, Leonor de Trelles pasó estrecheces económicas: los alimentos que le pasaba su hijo el marqués y conde no bastaban «para su decencia según crianza, calidad y circunstancias», y tuvo que vender y empeñar en conventos algunas de sus joyas, conservando solo las vinculadas a su casa.

Fueron padres de
1. María Ignacia de Miranda Omaña y Trelles (1725-1795), que fue la primera hija del matrimonio y madrina de pila de su hermano Pedro. En su titulatura usaba los apellidos de «Miranda, Omaña, Osorio, Zamudio, Sarmiento, Trelles, Villamil, Agliata y Valdés».[40] Falleció viuda en Oviedo el 20 de junio de 1795. Casó en Santa María de Campos el 18 de enero de 1741 con Juan Alonso de Navia Osorio Montenegro y Lantoira (1703-1762), iv marqués de Santa Cruz de Marcenado, que estaba viudo sin prole supérstite de María Antonia de Arango y Albuerne. Natural y alcalde mayor de la villa de Castropol, donde falleció el 14 de marzo de 1762, era hijo del celebrado teniente general y tratadista militar Álvaro de Navia Osorio y Vigil, iii marqués de Santa Cruz de Marcenado, embajador de S.M.C., que murió en Orán, y de Francisca de Navia Arango Montenegro y Lantoira, su primera mujer, de los marqueses de Ferrera, señora del palacio del Campo en Castropol. Con descendencia en que siguió esta casa.[29][41]
2. María Teresa y
3. María Josefa de Miranda y Trelles, que ambas fueron monjas benedictinas en el Real Monasterio de San Pelayo de Oviedo.[29]
4. María Agustina de Miranda Omaña y Trelles, que no tomó estado.[29]
5. Pedro de Miranda Omaña y Trelles, que sigue.
6. María Luisa de Miranda y Trelles, que casó en 1758 con Luis Villamil.[29]
7. Y Rosa e
8. Isabel de Miranda y Trelles, que en 1760 permanecían solteras.[29]

Cuarto marqués

Por muerte del anterior en 1757, sucedió su hijo

• Pedro de Miranda Omaña y Trelles (1735-p.1780), iv conde de San Román y iv marqués de Santa María del Villar. Nació en el palacio de Campos, fue bautizado en Santa María el 28 de julio de 1735, y testó en la ciudad de Tuy el 5 de junio de 1780 ante el escribano Mateo de Amorín.

Casó en Pontevedra el 17 de julio de 1755 con Joaquina de Aldao Gayoso y Araujo, que trajo en dote un palacio que habían edificado sus padres en dicha villa (ciudad desde 1835). Este edificio, ya desaparecido, ocupaba un extenso solar entre la plaza de Teucro y los Soportales, y desde entonces fue llamado Pazo de los Condes de San Román. Nacida en Pontevedra el 3 de mayo de 1739, era hija de José Mariano de Aldao Gayoso y Maldonado y de María Teresa de Araujo y Mariño de Lobera, hidalgos de igual naturaleza; nieta de Pedro Antonio de Aldao Gayoso y de María Bernarda Beloso y Pazos, y materna de Juan Antonio de Araujo y Sotomayor y de María Teresa Mariño de Lobera.

En su citado testamento de 1780, el marqués declaraba por hijos a estos siete:
1. Joaquín María de Miranda y Gayoso, que sigue,
2. Pedro Manuel María de Miranda y Gayoso, teniente coronel del Regimiento de la Princesa, que nació en Pontevedra el 22 de diciembre de 1757 y finó en Madrid el 9 de julio de 1825, habiendo testado el día anterior ante Tomás María Manrique. Casó en Bilbao el 28 de abril de 1807 con Rosa Ramona Pérez de la Mata y Elguezábal, hija de José Pérez de la Mata y Ugarte, naturales ambos de la citada villa, y de María Antonia de Elguezábal y Macazaga, que lo era de Múgica.[42] Padres de
  1. Pedro Joaquín de Miranda y Pérez de la Mata, caballero pensionista de número de la Orden de Carlos III (desde 1841), nacido el 20 de agosto de 1808 en Bourg de la Reine, cerca de París.[42]
  2. Y Ramón de Miranda y Pérez de la Mata, nacido en Madrid el 1.º de abril de 1812, oficial de la Secretaría de Despacho de Gobernación, caballero supernumerario de la Orden de Carlos III (desde 1844).[42]
3. Manuel María de Miranda y Gayoso,
4. Isabel de Miranda y Gayoso,
5. María Gertrudis de Miranda y Gayoso, que falleció en Oviedo el 25 de noviembre de 1840 bajo testamento hecho a fe de Pedro Trelles el 1.º de abril anterior. Contrajo matrimonio con dispensa en San Tirso de Oviedo el 12 de mayo de 1791 (habiendo precedido real licencia del 26 de agosto de 1787 y capitulaciones del 31 de julio de 1790 por las que llevó en dote 6.000 ducados) con Antonio Manuel de Navia Osorio y Miranda, su primo carnal, vi marqués de Santa Cruz de Marcenado, que nació en Castropol el 11 de enero de 1849 y finó en Oviedo el 11 de septiembre de 1805. Hijo segundo de Juan Alonso de Navia Osorio Montenegro y Lantoira, iv marqués de Marcenado, y de María Ignacia de Miranda Omaña y Trelles, su segunda mujer, hermana del padre de Gertrudis y ya citada entre los hijos del iii marqués de Santa María del Villar. Sin descendencia.[43]
6. María de la Concepción de Miranda y Gayoso, que casó con Antonio María de Puga y Arrojo, conde de la Torre de Penela.
7. Y José Javier María de Miranda y Gayoso.

Quinto marqués

Por fallecimiento del anterior hacia 1781, sucedió su hijo

• Joaquín María de Miranda y Gayoso (1756-1808), v conde de San Román y v marqués de Santa María del Villar. Murió el 2 de noviembre de 1808.

Casó hacia 1795 con María del Pilar Sebastián y Raón, de la que tuvo por hijas a
1. María Joaquina de Miranda y Gayoso, que sigue, y a
2. María Josefa de Miranda y Sebastián, pintora de talento, discípula de José Maea y académica de honor y mérito de la Real de Bellas Artes de San Fernando. Fue elegida a la sección de Pintura de esta corporación el 18 de agosto de 1819,[45] con motivo de haber participado en la exposición del año anterior con un dibujo de Santa María Egipciaca. Miembro de la Junta de Damas para el gobierno de las Escuelas de Dibujo de niñas, por nombramiento de la infanta María Francisca de Braganza (esposa del infante Don Carlos María Isidro).[46] Casó con el mariscal de campo José Pimentel y Montenegro, vi marqués de Bóveda de Limia, señor del palacio de Berbetoros de Puertomarín, regidor perpetuo de la ciudad de Orense, alumno del Real Seminario de Nobles de Madrid, cadete del Regimiento Provincial de Pontevedra y más tarde su coronel, caballero laureado de San Fernando, militar realista y carlista que combatió contra el Francés (hallándose en las batallas de Puentesampayo, Vitoria y Arroyomolinos), y después tomó parte en revueltas realistas y en la Carlistada.[47] Nacido en Pontevedra el 30 de marzo de 1786, fue bautizado el mismo día en Santa María y murió en Valmaseda, combatiendo contra los de Espartero, el 30 de enero de 1838. Era hijo de Antonio Pimentel y Lemos, v marqués de Bóveda de Limia, y de Manuela Montenegro, su mujer. Con prole que volveremos a citar.

Sexta marquesa

Por defunción del anterior en 2 de noviembre de 1808, sucedió su hija

• María Joaquina de Miranda y Gayoso (1796-1855), vi condesa de San Román y vi marquesa de Santa María del Villar, dama de la reina y de la Orden de María Luisa, que nació en La Coruña año de 1796, en su palacio del Parrote, y falleció el 6 de diciembre de 1855. Empezó a usar ambos títulos en 1808, siendo aún niña, cuando sucedió en los mayorazgos por muerte de su padre, pero no sacó real carta hasta cuarenta años después, y solo por el condado. Desde 1843 usó el de condesa de Maceda, por haber heredado su marido esta grandeza. Y en 1849 «cedió» a su segundogénito el marquesado de Santa María del Villar (por el que no había llegado a titular).

Esta marquesa fue la última señora efectiva de la jurisdicción del coto de Omañón, pues durante su vida se produjo la abolición de los señoríos en España.

Casó en La Coruña año de 1814 (siendo ella de 17 de edad y el novio de 37) con el teniente general Francisco Javier de Losada y Pardo de Figueroa (1777-1847), xii conde de Maceda, vi marqués de Figueroa y vii de la Atalaya, viii vizconde de Fefiñanes, grande de España, poseedor de muchos estados en Galicia, regidor perpetuo de La Coruña, prócer y senador del Reino, gran cruz de Carlos III, gentilhombre de Cámara de S.M. con ejercicio y servidumbre. Nació en Pontevedra el 23 de octubre de 1777, fue bautizado el mismo día en San Bartolomé y falleció en Madrid el 9 de enero de 1847. Durante más de 25 años fue conocido por el título de su mujer de conde de San Román. El de Maceda lo ostentó desde 1843 en sucesión de su prima Ramona Escolástica Pardo de Figueroa Lanzós y Novoa, anterior poseedora de las dignidades, que falleció en 1839 sin prole supérstite. Fue hijo y sucesor de José Gabriel de Losada Prado y Gayoso, señor de las casas y jurisdicciones de Friol, Pol, Jaz (en el municipio de Oleiros), Tor (en el de Monforte de Lemos), la Candaira (en el de Saviñao) y Paradela (en el de Manzaneda, tierra de Trives), y de Ramona Baltasara Pardo de Figueroa y Valladares, su mujer, hija de los iii marqueses de Figueroa.

Tuvieron ocho hijos:
1. María del Pilar de Losada y Miranda (c. 1815-1845), que falleció el 7 de abril de 1845. Casó el 30 de enero de 1831 con Antonio Ozores y Varela, viii conde de Priegue, hijo de Juan Nepomuceno Ozores y Espada, vii conde, prócer del Reino, y de Pastoriza Varela y Santiso. Con posteridad en que sigue este título.
2. José de Losada y Miranda (1817-1857), xiii conde de Maceda y vii de San Román, vii marqués de Figueroa, viii de la Atalaya, ix vizconde de Fefiñanes, grande de España, que falleció soltero en 1857.
3. Rosa de Losada y Miranda, dama de la Orden de María Luisa desde el 9 de octubre de 1856. Casó el 16 de enero de 1845 con su primo carnal Joaquín Pimentel y Miranda (1828-1875), vii marqués de Bóveda de Limia, señor del palacio de Berbetoros de Puertomarín, alcalde de Santiago de Compostela, gobernador civil de Pontevedra, caballero de las Órdenes de Carlos III e Isabel la Católica, hijo de los anteriores marqueses de Bóveda, de quienes se hizo mérito al exponer las hijas del v conde de San Román y v marqués de Santa María del Villar.
4. Mariana Ramona de Losada y Miranda (1824-1880), ix marquesa de Figueroa, que heredó la Torre de Figueroa en Abegondo. Casó en 1858 con Juan Bautista de Armada y Valdés, coronel de Artillería, diputado a Cortes, caballero de Santiago, quien la sobrevivió más de veinte años. Era hijo del brigadier Juan Antonio de Armada Ibáñez de Mondragón y Guerra, vi marqués de Santa Cruz de Rivadulla, prócer y senador vitalicio del Reino, natural de Maracaibo, y de María del Rosario de Valdés y Ramírez de Jove, iv marquesa de San Esteban de Natahoyo, x condesa de Canalejas, xv poseedora del adelantamiento de La Florida, dama de la Orden de María Luisa, natural de Gijón. Con descendencia en que sigue el marquesado de Figueroa.
5. Francisca Javiera de Losada y Miranda (c. 1827-1893), x marquesa de la Atalaya, que falleció soltera el 23 de enero de 1893.
6. María del Carmen de Losada y Miranda (1829-1907), que falleció viuda el 17 de septiembre de 1907.[53] Algunas fuentes tienen a esta señora por marquesa de Santa María del Villar, pero es error, debido probablemente a que su hijo mayor ostentó el título por matrimonio con una prima. Casó con Diego de Quiroga y Prieto (n. 1817), dueño del pazo del Piñeiro en la parroquia de Folgosa, municipio de Corgo (Lugo), y de los de Vistalegre y la Torre sitos en Aldán, municipio de Cangas de Morrazo (Pontevedra). Hijo de Francisco Javier de Quiroga y Ozores, señor de dichos solares y otros estados, y de María Elena Prieto y Aranegui.[54] Padres de
  1. José María de Quiroga y Losada (1857-1910), que casó con su prima la viii marquesa, de quien se tratará más abajo.
  2. Y María del Carmen de Quiroga y Losada, que heredó los pazos de Aldán. Casó con Ramón de Armada y Fernández de Heredia (1859-1934), xii conde de Canalejas, teniente alcalde de Santiago de Compostela, que falleció viudo en esta ciudad el 10 de enero de 1934. Hijo segundo de Pedro de Armada y Valdés, xi conde de Canalejas, de los marqueses de Rivadulla y San Esteban, escritor y político tradicionalista, diputado a Cortes, natural de Oviedo, vicerrector de esta Universidad, y de Lorenza Fernández de Heredia y Valdés, su mujer y deuda. Con descendencia en que sigue esta casa.
7. Baltasar de Losada y Miranda, que sigue.
8. Y María de los Dolores de Losada y Miranda, xi vizcondesa de Fefiñanes y dueña del pazo de este título, que falleció soltera antes de 1895.

Séptimo marqués

Por distribución y cesión de la anterior y real carta del 21 de diciembre de 1849, sucedió su hijo segundogénito (después subrogado en la primogenitura):

• Baltasar de Losada y Miranda (c. 1830-1909), xiv conde de Maceda y viii de San Román, viii marqués de Figueroa, ix de la Atalaya y vii de Santa María del Villar, x vizconde de Fefiñanes, grande de España, caballero gran cruz de Carlos III (desde el 19 de noviembre de 1867). En 1857 sucedió también en la casa de Maceda por muerte del mayor, y al año siguiente distribuyó y cedió a tres de sus hermanas los marquesados de Figueroa y la Atalaya y el vizcondado de Fefiñanes.

Casó primera vez con María Luisa de Torres y Barrenechea, natural de San Sebastián, de la que enviudó prematuramente.

Y contrajo segundas nupcias, con real licencia del 31 de diciembre de 1866, con Isabel Guillamas y Castañón, hija de Mariano de Guillamas y Galiano, ix marqués de San Felices, vii conde de Alcolea de Torote, grande de España, señor de Villeza, diputado a cortes, senador, caballero de Calatrava y maestrante de Valencia, gentilhombre de cámara de S.M., natural de Salamanca, y de Cesárea Castañón y Díaz de Castro, iii marquesa de Campo Fértil, que lo era de La Bañeza.

De la primera tuvo por hijos a
1. Joaquina de Losada y Torres, que sigue, y a
2. Baltasar de Losada y Torres (1861-1935), xv conde de Maceda y ix de San Román, grande de España, gentilhombre de cámara del rey Alfonso XIII con ejercicio y servidumbre, y su primer montero y caballerizo mayor. Casó con Lucía Ozores y Saavedra, hija de Jacobo Ozores y Mosquera, xiv señor de la Casa de Rubianes, marqués de Aranda y de Guimarey, grande de España, senador vitalicio, gran cruz de Carlos III y maestrante de Sevilla, gentilhombre de Cámara de S.M. con ejercicio y servidumbre, y de Corina de Saavedra y Cueto, su mujer, de los duques de Rivas, dama de la reina. Con descendencia en que sigue la casa de Maceda.

Octava marquesa

Por distribución y cesión del anterior y real carta del 24 de enero de 1881, sucedió su hija

• Joaquina de Losada y Torres (c. 1859-1916), viii marquesa de Santa María del Villar (1881) y xi de la Atalaya (1910), que falleció viuda el 21 de agosto de 1916.

Casó con José María de Quiroga y Losada (1857-1910), su primo carnal, coronel de Artillería, que falleció en Madrid el 21 de septiembre de 1910. Hijo de Diego de Quiroga y Prieto y de María del Carmen de Losada y Miranda, ya citados al exponer los hijos de la vi marquesa. Fueron padres de
1. Diego de Quiroga y Losada, que sigue, y de
2. Jesús de Quiroga y Losada (1888-1945), xii marqués de la Atalaya, coronel de Artillería, nacido en 1888. Casó en 1912 con María de las Mercedes Martínez de Pisón y Nebot, natural de Vitoria y fallecida en Palma de Mallorca el 11 de marzo de 1981, hija de Domingo Martínez de Pisón y Pascual, de los marqueses de Ciriñuela, coronel de Artillería, y de María de los Dolores Nebot y de Layús, naturales también de Vitoria. Con descendencia en que sigue el marquesado de la Atalaya.[54]

Noveno marqués

Por fallecimiento de la anterior en 21 de agosto de 1916 y real carta del 31 de julio de 1917, sucedió su hijo

• Diego de Quiroga y Losada (1880-1976), ix marqués de Santa María del Villar, famoso fotógrafo, mayordomo de semana del rey Alfonso XIII, comendador de la Orden de Alfonso X el Sabio, medalla de oro al Mérito Turístico y grandes cruces de Isabel la Católica, de la Imperial del Yugo y las Flechas y de la portuguesa de Cristo, que nació en Madrid el 18 de agosto de 1880 y falleció en San Sebastián el 15 de mayo de 1976.

Casó con Narcisa Valdés y Palavicino, hija del coronel Ramón Valdés y Acquavera y de María de los Ángeles Palavicino e Ibarrola, su mujer, de los marqueses de Mirasol. De este matrimonio nacieron tres hijos:
1. María de los Ángeles Quiroga y Valdés, que falleció viuda en San Sebastián el 30 de julio de 1982.[59] Casó en la iglesia del Antiguo de dicha ciudad el 6 de diciembre de 1940 con Ignacio Miranda y Barcáiztegui,[60] que era hermano de José Luis, el iii marqués de Miranda. Hijo de José Miranda y Herráiz (hermano del ii marqués y cuñado de la concesionaria) y de Eugenia Barcáiztegui y Manso, su mujer, de los condes del Llobregat. Procrearon tres hijos varones:
  1. Francisco Javier Miranda y Quiroga, que en 2015 donó al Gobierno de Navarra parte del archivo fotográfico de su abuelo el ix marqués de Santa María del Villar.[61] Desde 2012 pretendió el título familiar, fundándose en la Ley Zapatero de 2006 (que alteraba el orden de sucesión de los títulos nobiliarios españoles derogando la prelación por razón de sexo), y alegando que su madre era de mayor edad que su tío José Quiroga y Valdés, el x marqués y progenitor de los siguientes poseedores. En 2012 interpuso una demanda de mejor derecho contra el xii marqués, y otra en 2015 contra la xiii marquesa, que eran respectivamente Álvaro y Beatriz Quiroga y Churruca, sus primos carnales. Y en 2013 y 2016 se interesó en las sucesiones causadas por los fallecimientos de uno y otra, que también provocaron el archivo de los pleitos respectivos. En estos expedientes administrativos se consultó al Consejo de Estado, que en ambos casos emitió dictamen contrario a la pretensión de Javier Miranda.[62][63] Sin descendencia.
  2. Íñigo Miranda y Quiroga, que contrajo matrimonio en Madrid, basílica de la Milagrosa, en enero de 1972, con Macarena Álvarez-Pickman y Urquijo. Ella era hermana uterina de Miguel Primo de Rivera y Urquijo, iii duque de Primo de Rivera, e hija de Alfredo Álvarez Pickman y de María del Rosario Urquijo de Federico, su mujer (en segundas nupcias de ella, que antes lo fue de Fernando Primo de Rivera y Sáenz de Heredia, hermano de José Antonio y de Miguel, los dos primeros duques).[64] Tienen tres hijos: Macarena, Ignacio e Iván Miranda Álvarez-Pickman.
  3. Y Diego Miranda y Quiroga, que casó con María Teresa Álvarez-Pickman y Urquijo, hermana entera de la mujer de Íñigo. Es su hijo único Diego Miranda Álvarez-Pickman.
2. José Quiroga y Valdés, que sigue,
3. y Lucía Quiroga y Valdés, que no tomó estado.

Décimo marqués

Por fallecimiento del anterior en 15 de mayo de 1976, orden publicada en el BOE del 11 de agosto de 1977 y real carta del 28 de marzo de 1978, sucedió su hijo

• José Quiroga y Valdés (1913-1995), x marqués de Santa María del Villar, que nació en Madrid el 6 de junio de 1913 y falleció en San Sebastián el 2 de noviembre de 1995.

Casó en San Sebastián el 13 de octubre de 1941 con María Teresa Churruca y Vivanco, nacida el 28 de noviembre de 1911 en dicha ciudad, donde falleció viuda el 3 de diciembre de 2004. Hija del capitán de navío Álvaro de Churruca y Murga, natural de Bilbao, y de María del Carmen Vivanco y Sainz de la Lastra, su primera mujer, que lo era de San Sebastián, y nieta del almirante Alejandro de Churruca y Brunet, capitán general del departamento de Cádiz, consejero del Supremo de Guerra y Marina y ayudante de campo del Cuarto Militar de la reina regente María Cristina, natural de Motrico y hermano del primer conde de esta villa guipuzcoana, y de María de Murga y Mugartegui, nacida en San Juan de Luz. Procrearon a
1. Beatriz Quiroga y Churruca, de quien se hablará más abajo como xiii marquesa.
2. Diego Ignacio Quiroga y Churruca, que sigue,
3. María del Carmen Quiroga y Churruca, que nació en 1945 en San Sebastián, donde falleció soltera el 12 de junio de 2013.[69]
4. Álvaro Ignacio Quiroga y Churruca, que seguirá después de Diego,
5. María Teresa Quiroga y Churruca, nacida en San Sebastián en 1948. Casó con Juan Poirier Benito del Valle, abogado de Bilbao, hijo de Federico Poirier Alzaga y de María de los Ángeles Benito del Valle. Bisabuelos de este señor fueron el comerciante francés Gastón Poirier Blanchard y la española Daniela Bolívar e Icaza, su mujer, natural de Bilbao, que en 1876 abrieron en esta villa una tienda de tejidos a la que pusieron sus nombres de pila, origen de la firma Gastón y Daniela.[70] Teresa Quiroga y Juan Poirier procrearon dos hijas, que son las únicas nietas que tuvo el x marqués de Santa María del Villar:
  1. Teresa Daniela Poirier y Quiroga, la actual marquesa,
  2. y Beatriz Poirier y Quiroga.
6. José Quiroga y Churruca (Pepe), que nació en San Sebastián el 21 de abril de 1949 y murió soltero en la misma ciudad el 11 de octubre de 1968, de edad de 19 años y en vida de su padre.
7. Y Gonzalo Quiroga y Churruca, político del Partido Popular, nacido en San Sebastián en 1950, senador por la provincia de Guipúzcoa,[71] director general de Relaciones con la Administración de Justicia de la Comunidad de Madrid (2007). Sin descendencia.

Undécimo marqués

Por defunción del anterior en 2 de noviembre de 1995, orden publicada en el BOE del 29 de abril de 1996 y real carta del 6 de septiembre del mismo año, sucedió su hijo

• Diego Ignacio Quiroga y Churruca (1944-1999), xi marqués de Santa María del Villar, que nació en San Sebastián año de 1944 y falleció soltero en la misma ciudad el 21 de abril de 1999.

Duodécimo marqués

Por fallecimiento del anterior en 21 de abril de 1999, orden publicada en el BOE del 12 de agosto de 2000 y real carta del 8 de septiembre siguiente, sucedió su hermano

• Álvaro Ignacio Quiroga y Churruca (1946-2013), xii marqués de Santa María del Villar, capitán de la marina mercante y alférez de marina de la reserva naval, que nació en San Sebastián el 23 de octubre de 1946 y falleció en La Coruña el 10 de enero de 2013.

Casó en La Coruña el 24 de octubre de 1972 con María Teresa Lobón Vergné, actual marquesa viuda de Santa María del Villar, nacida en dicha ciudad el 18 de septiembre de 1950. Sin descendencia.

Decimotercera marquesa

Por muerte del anterior en 10 de enero de 2013, orden publicada en el BOE del 2 de febrero de 2015 (que resolvía conforme a un dictamen del Consejo de Estado) y real carta del siguiente día 24, sucedió su hermana

• Beatriz Quiroga y Churruca (1942-2016), xiii marquesa de Santa María del Villar, que nació en San Sebastián en 1942 y murió sin descendencia el 24 de febrero de 2016. Casó con José Manuel Aramburu Auzmendi, que falleció viudo en Madrid el 30 de octubre de 2018.

#### Actual titular
Por fallecimiento de la anterior en 24 de febrero de 2016, orden publicada en el BOE del 3 de julio de 2020 (que resolvía conforme a un dictamen del Consejo de Estado) y real carta del 4 de septiembre del mismo año, sucedió su sobrina

• Teresa Daniela Poirier y Quiroga, xiv y actual marquesa de Santa María del Villar, nacida en Bilbao el 28 de octubre de 1976. Arriba filiada como nieta del x marqués.

Casó en Biarritz el 22 de septiembre de 2007 con el británico Charles Dugdale, hijo de David y Susan Dugdale (née Stewart), naturales de Gloucestershire, Inglaterra. De cuyo matrimonio tiene dos hijas:
1. Arabella María Dugdale y Poirier, primogénita,
2. y Carlota Daniela Dugdale y Poirier.